# Liza Jane
Liza Jane – pierwszy singel wydany przez Davida Bowiego w 1964 występującego jeszcze wówczas pod swoim prawdziwym nazwiskiem David Jones, nagrany wraz z grupą The King Bees.
Strona "A" zawierała utwór "Liza Jane" autorstwa Lesliego Conna, a na stronie "B" umieszczony był utwór "Louie, Louie Go Home". Płyta przeszła całkowicie niezauważona i na tym zakończyła się współpraca Bowiego z grupą The King Bees.